# Viktor & Rolf
Viktor & Rolf è una casa di moda con sede ad Amsterdam. La compagnia è stata fondata nel 1993 dagli stilisti Viktor Horsting (Geldrop, 1969) e Rolf Snoeren (Dongen, 1969).

## Storia
Viktor Horsting (1969) e Rolf Snoeren (1969) si conoscono mentre studiano ad Arnhem presso l'accademia delle arti e del design nei Paesi Bassi. Dopo la laurea iniziano a lavorare insieme, trasferendosi a Parigi nel 1993 per avviare la loro carriera. La loro prima collezione "Hyères" (1993) basata sulla distorsione, sulla ricostruzione e sulla stratificazione vince tre premi presso il Salon Européen des Jeunes Stylistes presso il Festival Internazionale della Moda e della Fotografia. La successiva esposizione delle quattro collezioni in spazi d'arte sperimentali, li ha portati nel 1998 a mostrare la loro prima collezione di alta moda collezione (primavera/estate 1998).
Viktor & Rolf ritornano al Prêt-à-porter nel 2000, con la collezione "Stars and Stripes" (Autunno/Inverno 2000/2001). La linea d'abbigliamento maschile "Monsieur" viene introdotta durante la stagione Autunno/Inverno del 2003 (Autumn/Winter). In seguito la produzione di Viktor & Rolf si è allargata agli accessori, alle calzature ed all'occhiali.
Oltre a realizzare le proprie linee di abbigliamento, Viktor & Rolf hanno collaborato con numerosi altri marchi come la Samsonite nel 2009, con cui hanno prodotto una linea di valigie, Shu Uemura nel 2008 per una serie di ciglia finte, la Piper Heidsieck nel 2007 per la celebre bottiglia a testa in giù, e nel 2006 con H&M per una linea di abbigliamento economico. Nel 2002 l'azienda ha firmato un accordo di licenza con la L'Oréal per la creazione di una linea di profumi. Il primo profumo prodotto dalla Viktor & Rolf è stato Flowerbomb (2004), mentre il secondo Antidote (2006).
Nel 2008 Viktor & Rolf hanno avviato una partnership con l'italiano Renzo Rosso, permettendo alla compagnia di sviluppare una nuova linea di prodotti, estendendo la produzione ed aprendo ulteriori negozi..